# The Secret Garden (film 1987)
The Secret Garden è un film televisivo del 1987 diretto da Alan Grint e tratto dal romanzo Il giardino segreto di Frances Hodgson Burnett. Ne è stato realizzato anche un seguito dal titolo Ritorno al giardino segreto.

## Trama
Mary è un'infermiera che torna a Misselthwaite Manor dopo la fine della prima guerra mondiale. La donna cerca la chiave del suo giardino segreto, ma non la trova, quindi si siede e ricorda la sua infanzia nell'India coloniale.
La giovane Mary, ragazza trascurata ed egoista, si sveglia una notte e scopre che i suoi servi non rispondono e i suoi genitori hanno una cena a tarda ora. Gli ospiti della cena discutono di un'epidemia di colera che sta infestando la regione, ma la vana e superficiale madre di Mary si preoccupa solo di partecipare a un'altra festa. Pochi istanti dopo, il colonnello Lennox crolla. La mattina seguente, Mary si sveglia e scopre che i suoi genitori stanno morendo e tutti i loro servi sono morti o sono fuggiti. Viene scoperta da ufficiali inglesi e viene presto mandata a vivere con un amico di famiglia, il signor Craven, anche se i due non si sono mai incontrati prima.
Mary viene dunque mandata a Misselthwaite Manor, una casa isolata nelle brughiere dello Yorkshire. È scioccata e delusa quando i servi non si rimettono a lei come facevano in India. Mentre si abitua alla vita in Inghilterra, Mary incontra la cameriera Martha che le racconta la storia di un giardino segreto che è stato rinchiuso, con la chiave gettata via, dopo la morte della defunta signora Craven. Mary si distrae dalla sua solitudine e noia cercando la porta di questo giardino. Alla fine trova sia la porta che la chiave, solo per scoprire che il giardino è caduto in rovina. Con l'aiuto del fratello di Martha, Dickon, Mary lavora per far tornare il giardino alla vita.
Nel frattempo, all'interno di Misselthwaite Manor, Mary si sveglia spesso di notte con i suoni spettrali dei singhiozzi. I servi insistono sul fatto che sia solo il vento, ma una notte Mary va in esplorazione e scopre Colin, il figlio del signor Craven, legato a letto che piange incessantemente perché è convinto che morirà. Tutti in casa lo odiano e sperano che alla fine muoia a causa del suo cattivo umore. I due diventano gradualmente amici mentre Mary gli racconta del giardino di sua madre e di come lei e Dickon lo abbiano sistemato. Alla fine Colin chiede di vedere questo giardino.
Con l'aiuto di Dickon, Mary porta Colin sulla sua sedia a rotelle a visitare il giardino in segreto. Presto Colin dichiara che il giardino deve essere magico, il che lo ispira a muovere i primi passi senza aiuto. Il giardiniere della casa Ben Weatherstaff, che ha spiato i bambini, ne è testimone ed è stupito. Ben si offre di aiutare a far rivivere anche il giardino, e Colin cerca di imparare a stare in piedi e camminare da solo. Intanto a Londra il signor Craven riceve una lettera dalla madre di Dickon, Susan, che insiste affinché ritorni a Misselthwaite Manor. Il signor Craven arriva per scoprire il giardino segreto in piena fioritura, con i bambini lì riuniti. Colin si alza e va da suo padre per la prima volta, annunciando che ora sta bene e che vivrà per sempre.
Quando Mary ormai adulta finisce di ricordare la sua infanzia, Ben Weatherstaff la saluta e le dà la chiave del giardino segreto. Discutono di quello che è successo a Dickon, morto in guerra, nella foresta di Argonne. Quindi l'adulto Colin entra nel giardino, ferito e dimesso dall'ospedale. Dice di aver già chiesto a Mary di sposarlo, ma lei non ha mai risposto. Dice che stava aspettando che lui glielo chiedesse nel loro giardino. Colin propone di nuovo e Mary accetta.

## Produzione

### Luoghi delle riprese
Highclere Castle è stato usato per gli interni e gli esterni di Misslethwaite Manor.